# Pfeffern
Das Pfeffern ist ein Brauch, der vor allem in katholischen Gegenden in der Zeit nach Weihnachten gepflegt wird.
Dabei ziehen Kinder mit Weidenruten durch die Dörfer, um Erwachsenen oder Kindern spielerisch auf die Beine zu schlagen und dabei einen Spruch aufzusagen. Sie bekommen dafür von den aufgesuchten Familien Gebäck, Süßigkeiten oder auch Geld.

## Zeitpunkte
Die Zeitpunkte und Verfahrensweisen unterscheiden sich:
Buben
Die Buben ziehen am Tag der unschuldigen Kinder (28. Dezember), mit einer (an manchen Orten mit roten Schleifen geschmückten) Weidenrute durch das Dorf und haben die weiblichen Ortsbewohner im Visier. Ihr Spruch beim Pfeffern lautet:
„Schmeckt der Pfeffer gut?“
Das Pfeffern setzt sich so lange fort, bis das Opfer antwortet „Ja, es schmeckt gut, ja es schmeckt gut“ und eine kleine Gabe herausrückt.
Mädchen
Die Mädchen dagegen gehen an Neujahr (1. Januar) Männern und Buben mit einer Rute aus Birkenreisern oder Fichtenzweigen an die Beine. Ihr Spruch lautet:
„Schmeckt das Neujahr gut?“
Das Pfeffern setzt sich auch hier so lange fort, bis der Gepfefferte erklärt, dass es gut schmeckt und ebenfalls eine kleine Gabe (meist Süßigkeiten, manchmal Geld) herausrückt.

## Geschichte
Der Brauch ist bereits aus dem 18. Jahrhundert belegt. So berichtet etwa das Zedler-Lexikon, das Mitte des 18. Jahrhunderts herausgegeben wurde, vom Brauch des Pfefferns.

## Regionale Varianten
Folgende Sprüche sind in der Oberpfalz gebräuchlich:
- „Pfeffer, Pfeffer Stengel bist so schö’ wie a Engel. Bist so schö' wie Milch und Blut, wenn i di a'schau bin i dir gut.“
- „Pfeffer Pfeffer Strauß, tu’ nur glei’ a Mark’l raus.“
- „Is da Pfeffer guat und da Zohla a, wenn i wos grech' nimm' es a.“
- „Pfeffer, Pfeffer Krone, ich pfeffre nicht nur aus Lohne, ich pfeffre auch aus Höflichkeit, dir und mir zur Gesundheit.“
- „Pfeffer, Pfeffer Ofakrukn, wenn i kumm muast ummi ruckn, ruckst niad ummi glei’,schmeiß die von da Bettstubn ai.“

In den oberfränkischen Dörfern Effeltrich und Serlbach beispielsweise lautet der Spruch:
„Schmeckt der Pfeffer gut, is a gsalzen oder gschmalzen?“
Darauf muss die gepfefferte Person antworten:
„Er is gsalzen und is gschmalzen.“
Im oberfränkischen Lichtenfels lautet der Spruch:
„Ich bin ein kleiner König, gebt mir nicht zu wenig, lasst mich nicht zu lange stehn, ich muss ein Häuschen weiter gehen“
oder auch im oberfränkischen Michelau: "Pfeffer pfeffer König, gebt mir nicht zu wenig, lasst mich nicht zu lange stehn, ich muss ein Häuschen weitergehn".
In Roth Lkr. Lichtenfels ist folgende Variante überliefert: "Ich pfeffer mein Herrn Nachber, wenn ich na pfeffer lacht er. Mei Nachber is a guter Mo, der gibt mer an gutn Pfefferloh."
Eine noch ältere Version lautet:
„Pfeffer, Pfeffer Gerten, komm ich hergetreten, mit meinem frischen Mut, schmeckt der Pfeffer gut?“
In den Dörfern Lahm/Hesselbach/Effelter der Gemeinde Wilhelmsthal in Neufang/Birnbaum (alles LKR Kronach) wird es an den Tagen Jungen/junge Männer am 28. Dezember und Mädchen/Frauen am 1. Januar ebenso gefeiert.
Es gibt hier weitere Verse:
Drei Röselein, drei Röselein, die wachsen an ein'm Stengelein. Der Mann ist schön, die Frau ist schön, die Kinder sind wie Engelein.
Engel, Bengel Rosenbam, ich glab du bist ka Nocht deham; rennst des Döffla nauf a nieder, bis da findst dei Schätzla wiede.
(Für Nicht-Franken: Engel, Bengel, Rosenbaum, ich glaub du bist keine Nacht daheim. Rennst das Dörlein rauf und runter, bis du findest dein Schätzchen wieder.)
Engel, Dengel, Heuer, der Branderwein ist teuer, schneck' me noch a Gläsla ei, will ich mit zufrieden sei.
Beim Pfeffern wird in der Gegend vorher mit einem geschmückten Gänseflügel über das Bein gestrichen mit dem Spruch: „Ich kehre ab die Sorgen vom alten Jahr.“
In diesen Dörfern wurde dies als großes Ereignis gefeiert. Die Pfefferer bestanden aus:
„Die drei weißen Männer“, ordentlich gekleidet in schwarzer Hose, weißem Hemd, geschmücktem Hut – diese übernahmen den Teil der Sprüche und anschließend folgte ein Tänzchen mit den Frauen/Mädchen des Hauses.
Es war, wenn möglich, ein Musikant dabei, wenn nicht zumindest ein Kassettenrekorder.
„Des Frala“ – Ein als Frau in Tracht gekleideter Mann mit einem traditionellen Korb auf dem Rücken, in dem wurden die Gaben/materiellen Spenden gesammelt.
„Der Bär“ – Ein komplett mit Stroh eingebundener Mann, der einen „Bärenführer“ hatte.
„Der schwarze Mann“ – Ein schlotfegerähnlich gekleideter Mann, der allen, die er zu fassen bekam, Ruß ins Gesicht schmierte. In den Häusern holte er sich oft Nachschub an Ruß in den dortigen Holzöfen.
Am Abend des 28. Dezember wurde von dem gesammelten Geld schließlich die gesamte Gemeinde in die Dorfwirtschaft eingeladen.